# Tympanuchus pallidicinctus
Tympanuchus pallidicinctus е вид птица от семейство Phasianidae. Видът е световно застрашен, със статут Уязвим.

## Разпространение
Видът е разпространен в САЩ.